# Funzione omogenea
In matematica si dice funzione omogenea di grado {\displaystyle k} una funzione tale che quando si moltiplica per un certo numero {\displaystyle \alpha >0} ogni sua variabile, il suo valore si calcola moltiplicando per {\displaystyle \alpha ^{k}} la funzione calcolata negli argomenti originari (cioè senza {\displaystyle \alpha }).
Per esempio, se una funzione è omogenea di grado 1, quando tutti i suoi membri sono moltiplicati per un certo numero {\displaystyle \alpha >0}, il valore della funzione è moltiplicato per lo stesso numero {\displaystyle \alpha }. Se {\displaystyle k=1} si parla di funzioni linearmente omogenee.
Le funzioni omogenee (in particolare i polinomi omogenei) sono fondamentali in geometria algebrica, poiché per definire il luogo degli zeri di un polinomio in uno spazio proiettivo occorre che tale insieme sia invariante rispetto al sistema di coordinate omogenee scelto. Ciò è garantito dai polinomi omogenei: infatti se per una certa scelta delle coordinate il polinomio si annulla nel punto, grazie alla proprietà di omogeneità si annullerà anche in ogni multiplo di tale punto, cioè in ogni altra possibile rappresentazione.
Questo concetto ha fruttuose applicazioni anche in economia, visto che molte funzioni di produzione sono omogenee di grado 1 (cioè hanno rendimenti di scala costanti) o zero. Supponiamo che un consumatore scelga i beni da acquistare, a seconda del reddito e dei prezzi, tra tutti i panieri che si può permettere, e a seconda delle sue preferenze. Possiamo allora vedere la domanda come una funzione dei prezzi e del suo reddito. Questa funzione si dimostra essere omogenea di grado 0: se tutti i prezzi e il reddito del consumatore vengono moltiplicati per {\displaystyle k>0}, la domanda di beni del medesimo consumatore resta la stessa (legge di omogeneità, in assenza di illusione monetaria).
In fisica, le funzioni omogenee sono fondamentali per la teoria dei fenomeni critici, in particolare per la teoria dello scaling e per il gruppo di rinormalizzazione.
In termodinamica chimica sono funzioni omogenee di grado 1, le funzioni entropia {\displaystyle S(U,V,n_{i}),} energia interna {\displaystyle U(S,V,n_{i}),} entalpia {\displaystyle H(S,P,n_{i}),} energia libera di Helmholtz {\displaystyle A(T,V,n_{i})} e energia libera di Gibbs {\displaystyle G(T,P,n_{i}).}

## Definizione rigorosa di funzione omogenea
Se {\displaystyle \alpha ,k\in \mathbb {R} } con {\displaystyle \alpha >0}, una funzione {\displaystyle f(x_{1},\ldots ,x_{n})} definita su un cono di {\displaystyle \mathbb {R} ^{n}} si dice funzione (positivamente) omogenea di grado {\displaystyle k} se per ogni scelta di variabili {\displaystyle x_{1},\ldots ,x_{n}} si ha
{\displaystyle f(\alpha x_{1},\ldots ,\alpha x_{n})={\alpha }^{k}f(x_{1},\ldots ,x_{n}).}
Si dice omogenea una funzione per cui la relazione sopra valga per ogni {\displaystyle \alpha }.
Se tutte le variabili sono nulle si ha necessariamente
{\displaystyle \ f(0,\ldots ,0)={\alpha }^{k}f(0,\ldots ,0)=0.}
La funzione nulla è l'unica funzione omogenea di grado {\displaystyle k} per ogni {\displaystyle k} reale.
La definizione si può estendere, mantenendo identiche le notazioni, a funzionali definiti in spazi vettoriali qualsiasi a valori nel rispettivo campo. Notare però che perché abbia senso parlare di funzioni positivamente omogenee, deve essere definita una nozione di "positività" degli elementi del campo, cioè esso deve essere un campo ordinato.

## Derivata di una funzione omogenea
Sia {\displaystyle f(x_{1},\ldots ,x_{n})} una funzione omogenea di grado {\displaystyle k} e parzialmente derivabile, allora vale la seguente proposizione:
- Ogni derivata parziale {\displaystyle \ f_{x_{i}}} con {\displaystyle \ i=1,\ldots ,n} è una funzione omogenea di grado {\displaystyle k-1}

Dimostrazione:
Derivando rispetto alle {\displaystyle x_{i}} entrambi i membri dell'identità seguente
{\displaystyle f(\alpha x_{1},\ldots ,\alpha x_{n})={\alpha }^{k}f(x_{1},\ldots ,x_{n}),}
si ottiene
{\displaystyle \alpha f_{x_{i}}(\alpha x_{1},\ldots ,\alpha x_{n})={\alpha }^{k}f_{x_{i}}(x_{1},\ldots ,x_{n}).}
Dividendo entrambi i membri per {\displaystyle \alpha } si ottiene l'asserto
{\displaystyle f_{x_{i}}(\alpha x_{1},\ldots ,\alpha x_{n})={\alpha }^{k-1}f_{x_{i}}(x_{1},\ldots ,x_{n}).}

## Teorema di Eulero sulle funzioni omogenee
Sia {\displaystyle f\colon A\rightarrow \mathbb {R} } una funzione differenziabile su un cono aperto {\displaystyle A\subset \mathbb {R} ^{n}}. Allora {\displaystyle f} è omogenea di grado {\displaystyle k} su {\displaystyle A} se e solo se vale l'identità detta identità di Eulero:
{\displaystyle \sum _{i=1}^{n}{\frac {\partial f(x)}{\partial x_{i}}}\ x_{i}=k\ f(x),\quad \forall x\in A,}
il primo membro è esattamente il prodotto scalare {\displaystyle \langle \nabla f(x),x\rangle }.

### Dimostrazione
Applichiamo prima la sostituzione {\displaystyle \ {x'}_{i}=\alpha x_{i}} ottenendo
{\displaystyle f({x'}_{1},\ldots ,{x'}_{n})={\alpha }^{k}f(x_{1},\ldots ,x_{n}).}
Differenziando ora rispetto ad {\displaystyle \alpha }
{\displaystyle \sum _{i=1}^{n}{\frac {\partial f}{\partial {x'}_{i}}}{\frac {\partial {x'}_{i}}{\partial \alpha }}=k{\alpha }^{k-1}f(x_{1},\ldots ,x_{n}).}
Utilizziamo ora le derivate delle {\displaystyle {x'}_{i}}
{\displaystyle {\frac {\partial {x'}_{i}}{\partial \alpha }}=x_{i},}
ottenendo
{\displaystyle \sum _{i=1}^{n}{\frac {\partial f}{\partial {x'}_{i}}}x_{i}=k{\alpha }^{k-1}f(x_{1},\ldots ,x_{n}),} vera per ogni {\displaystyle \alpha >0.}
In particolare ponendo {\displaystyle \alpha =1} si ottiene
{\displaystyle \sum _{i=1}^{n}{\frac {\partial f}{\partial x_{i}}}x_{i}=kf(x_{1},\ldots ,x_{n}).}

### Dimostrazione alternativa
Per {\displaystyle x\in A} consideriamo la funzione {\displaystyle F\colon (0,+\infty )\rightarrow \mathbb {R} } definita da
{\displaystyle F(t)={\frac {f(tx)}{t^{k}}}.}
Si vede chiaramente che la funzione {\displaystyle f} è omogenea di grado {\displaystyle k} se e solo se la funzione {\displaystyle F} è costante e uguale a {\displaystyle f(x)} all'interno di tutto il suo dominio. Dal teorema di Lagrange ciò avviene se e solo se la derivata prima di {\displaystyle F(t)} è identicamente nulla in tutto il suo dominio {\displaystyle (0,+\infty )}. Per ipotesi {\displaystyle f} è differenziabile dunque vale il teorema di derivazione delle funzioni composte e applicando la formula si ottiene:
{\displaystyle F'(t)={\frac {1}{t^{2k}}}\left[\sum _{i=1}^{n}{\frac {\partial f}{\partial {x_{i}}}}(tx)x_{i}t^{k}-kt^{k-1}f(tx)\right]={\frac {1}{t^{k+1}}}\left[\sum _{i=1}^{n}{\frac {\partial f}{\partial {x_{i}}}}(tx)x_{i}t-kf(tx)\right].}
Imponendo la condizione di funzione costante otteniamo:
{\displaystyle \sum _{i=1}^{n}{\frac {\partial f}{\partial {x_{i}}}}(tx)x_{i}t=kf(tx),\quad \forall x\in A,\forall t>0.}
Sfruttando la proprietà che {\displaystyle A} è un cono in {\displaystyle R^{n}} si ha che {\displaystyle x\in A} se e solo se {\displaystyle tx\in A,\forall t>0} dunque a patto di cambiare {\displaystyle x} con {\displaystyle tx} possiamo riscrivere la precedente condizione come:
{\displaystyle \sum _{i=1}^{n}{\frac {\partial f}{\partial {x_{i}}}}(x)x_{i}=kf(x),\quad \forall x\in A}
che altro non è che l'identità di Eulero.